# Andreas Conradi
Andreas Christian Conradi (1. juni 1809 i Tønsberg – 31. oktober 1868 på Madeira) var en norsk læge. Han var bror til Johan Gottfried Conradi.
Conradi blev cand. med. 1831 og derefter sendt til Hamburg for at studere koleraepidemien der. Hjemkommen praktiserede han på landet, men blev teservelæge ved Rikshospitalet 1835 og tog licentiatgraden 1837 (De auscultatione obstetricia).
Efter et studieophold udenlands blev han lektor 1841 og samtidig overlæge ved Rikshospitalet. 1845 udnævntes han til professor ved universitetet i patologi og terapi.
Han indførte de fysikalske undersøgelsesmetoder, perkussion og auskultation, i Norge, på et tidspunkt, da disse næppe var kendte uden for Frankrig.
Frimurerne, hvis ordførende mester han var, lod hans lig føre hjem og rejste 1877 et minde på hans grav.